# GNU Mach
 (février 2020).
GNU Mach est  le micro-noyau du système d’exploitation GNU, sur lequel s’appuie le micro-noyau enrichi GNU Hurd pour définir, via des communications inter processus, les interfaces à même d’implémenter, à l’extérieur dudit noyau, une collection de services distribués que l’on retrouve habituellement embarqués dans les noyaux monolithiques.
GNU Mach est une implémentation du micro-noyau Mach maintenue par le projet GNU Hurd et distribué sous licence GNU GPL. Il fonctionne sur les machines IA-32, et devrait être porté vers d'autres architectures.

## Histoire
Les premières versions du Hurd furent développées autour du Mach 3.0 de la CMU.
En 1994, la CMU cessa de travailler sur Mach, et le Projet GNU changea pour le Mach 4 de l'Utah. GNU Mach fut dérivé de Mach 4 lorsque l'Utah arrêta son développement. La première entrée dans le ChangeLog par Thomas Bushnell (et non par un développeur de l'Utah) est du 16 décembre 1996.
En 2002, Roland McGrath créa la branche OSKit-Mach du GNU Mach 1.2, souhaitant remplacer tous les pilotes et une partie du support matériel avec du code d'OSKit. Après la sortie de GNU Mach 1.3, cette branche devait devenir la ligne principale de GNU Mach 2.0; cependant, depuis 2006, OSKit-Mach n'est plus développé.
Les développements se poursuivaient depuis 2007 sur la branche 1.x lorsqu’est réalisée la version 1.4, le 27 septembre 2013, à l’occasion du trentième anniversaire du système GNU.

### Historique des versions
| Version | Date de sortie    | Principale évolution |
| ------- | ----------------- | --- |
| 1.0     | 14 avril 1997     | |
| 1.1.1   | 12 mai 1997       | |
| 1.1.2   | 10 juin 1997      | |
| 1.1.3   | 12 juin 1997      | |
| 1.2     | 21 juin 1999      | |
| 1.3     | 27 mai 2002       | support avancé de script de démarrage, support pour les disques > à 10 gigaoctets, implémentation d’une console avancée.         |
| 1.4     | 27 septembre 2013 | |
| 1.5     | 15 avril 2015     | |
| 1.6     | 31 octobre 2015   | Le code a été mis à jour afin d'être compatible avec les nouvelles versions du compilateur, et de nombreux bugs ont été corrigés |
| 1.7     | 18 mai 2016       | |